# GapCp
Het gapCp-gen is een gen in het nucleaire DNA van planten. Het is ongeveer 800 nucleotiden lang.
Het gen codeert voor een NAD-specifiek glyceraldehyde-3-fosfaat dehydrogenase (GAPDH), een enzym dat instaat voor de omzetting van glyceraldehyde-3-fosfaat (GAP) in 1.3-bisfosfoglyceraat (1.3-BPG) en gelijktijdig NAD+ reduceert tot NADH, waarbij op moleculair niveau energie wordt opgeslagen die later kan gebruikt worden.
Het is waarschijnlijk ontstaan uit het mitochodriale gapC-gen, ten gevolge van duplicatie en endosymbiotische genenoverdracht naar de celkern. Varianten van het gen komen ook voor in de chloroplast (gapA, gapB, gapCp1 en gapCp2).
De aanwezigheid van het gen is aangetoond bij mossen, levermossen, varens, naaktzadige en bedektzadige planten, en dateert waarschijnlijk al van primitieve kranswieren. Dit maakt het gen, samen met zijn beperkte lengte en het voorkomen van herhaalde genduplicatie, geschikt voor DNA-barcoding en bij fylogenetisch onderzoek van planten.